# Południowa obwodnica Gdańska
Południowa obwodnica Gdańska – dwujezdniowa trasa obwodowa aglomeracji trójmiejskiej będąca częścią drogi ekspresowej S7, łączy obwodnicę trójmiejską (S6) z drogą krajową nr 7 Gdańsk – Warszawa.

## Przebieg
Obwodnica biegnie przez południową część aglomeracji gdańskiej, częściowo w granicach administracyjnych Gdańska. Rozpoczyna się na węźle z obwodnicą Trójmiasta pomiędzy gminami Pruszcz Gdański i Kolbudy, obok miejscowości Borkowo. Następnie biegnie w granicach Gdańska przez osiedle administracyjne Orunia-Św. Wojciech-Lipce, gdzie rozpoczyna się najdłuższa w Polsce estakada biegnąca nad Kanałem Raduni, Traktem św. Wojciecha, linią kolejową Warszawa – Gdańsk oraz linią kolejową Pruszcz Gdański – Gdańsk Port Północny. Następnie obwodnica pokonuje rzekę Motławę na moście wantowym, po drugiej stronie cieku biegnie przez osiedle Olszynka, gdzie znajduje się węzeł z Trasą Sucharskiego. Dalej droga ponownie opuszcza granice miasta wracając do gminy Pruszcz Gdański, przebiegając przez wieś Przejazdowo. Następnie droga kończy się w miejscowości Koszwały w gminie Cedry Wielkie za ostatnim węzłem, który łączy obwodnicę z dotychczasowym śladem drogi krajowej nr 7. Długość trasy wynosi 17,860 km.

## Węzły

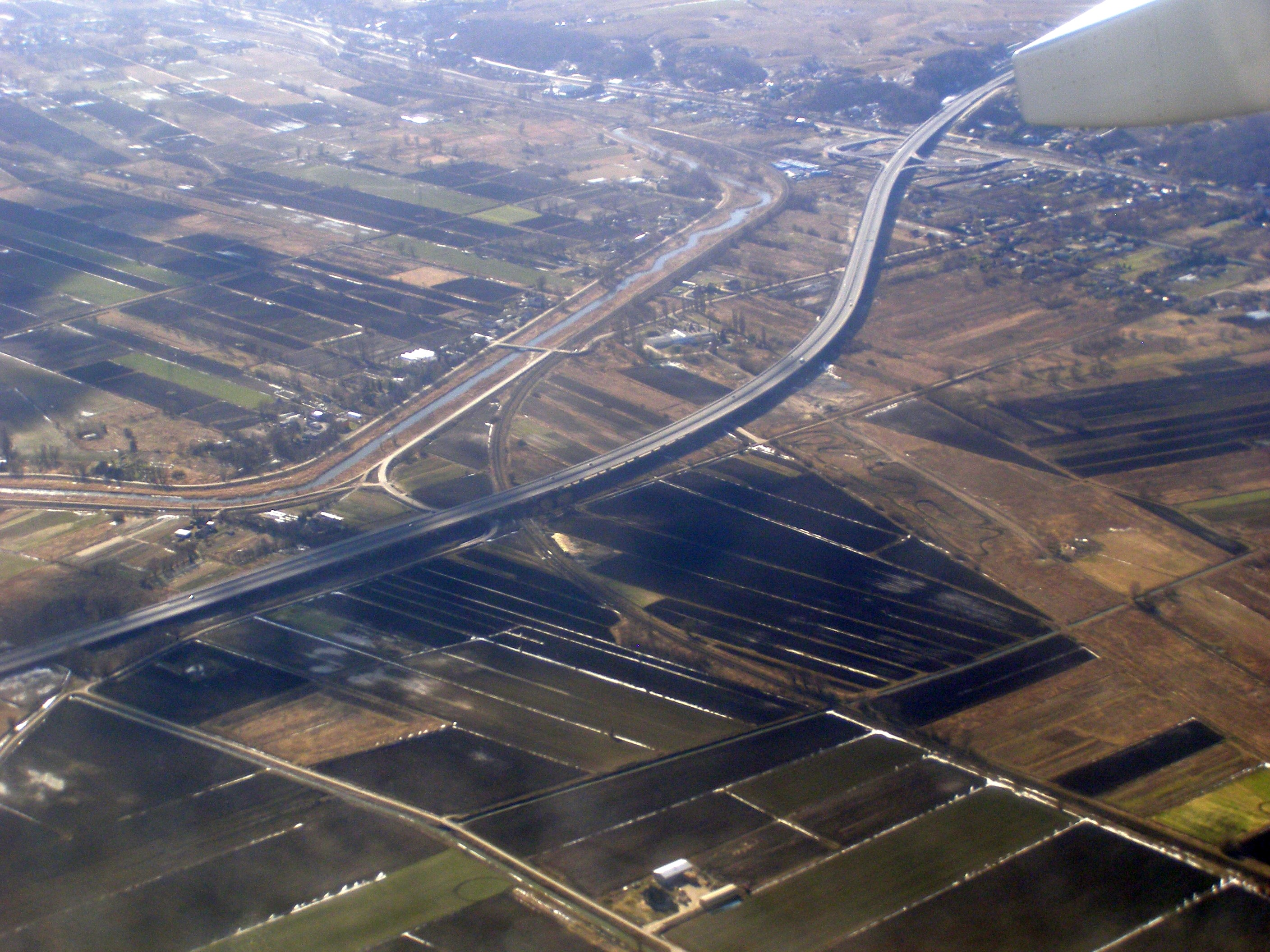
Estakada Obwodnicy Południowej – najdłuższa w Polsce

Na trasie znajduje się pięć skrzyżowań w postaci węzłów drogowych:
- Gdańsk Południe – węzeł początkowy typu trąbka na obwodnicy Trójmiasta (S6), łączący również drogę wojewódzką nr 222 Gdańsk – Skórcz. Wcześniej węzeł nosił nazwę Straszyn.
- Gdańsk Lipce – węzeł typu WB łączący obwodnicę z Traktem św. Wojciecha należącym do ciągu drogi krajowej nr 91 łączącej Gdańsk z Toruniem.
- Gdańsk Port – węzeł typu trąbka łączący obwodnicę z Trasą Sucharskiego biegnącą do portu w Gdańsku. Pierwotnie węzeł nosił nazwę Gdańsk Olszynka.
- Gdańsk Wschód – węzeł typu WB łączący obwodnicę z drogą wojewódzką nr 226 łączącą Przejazdowo z Hornikami Górnymi. Pierwotnie węzeł nosił nazwę Przejazdowo.
- Żuławy Zachód – węzeł typu WA, łączy ze starym śladem drogi nr 7 (odc. Koszwały-Wocławy-Przejazdowo). Pierwotnie nosił nazwę Koszwały.

## Charakterystyka

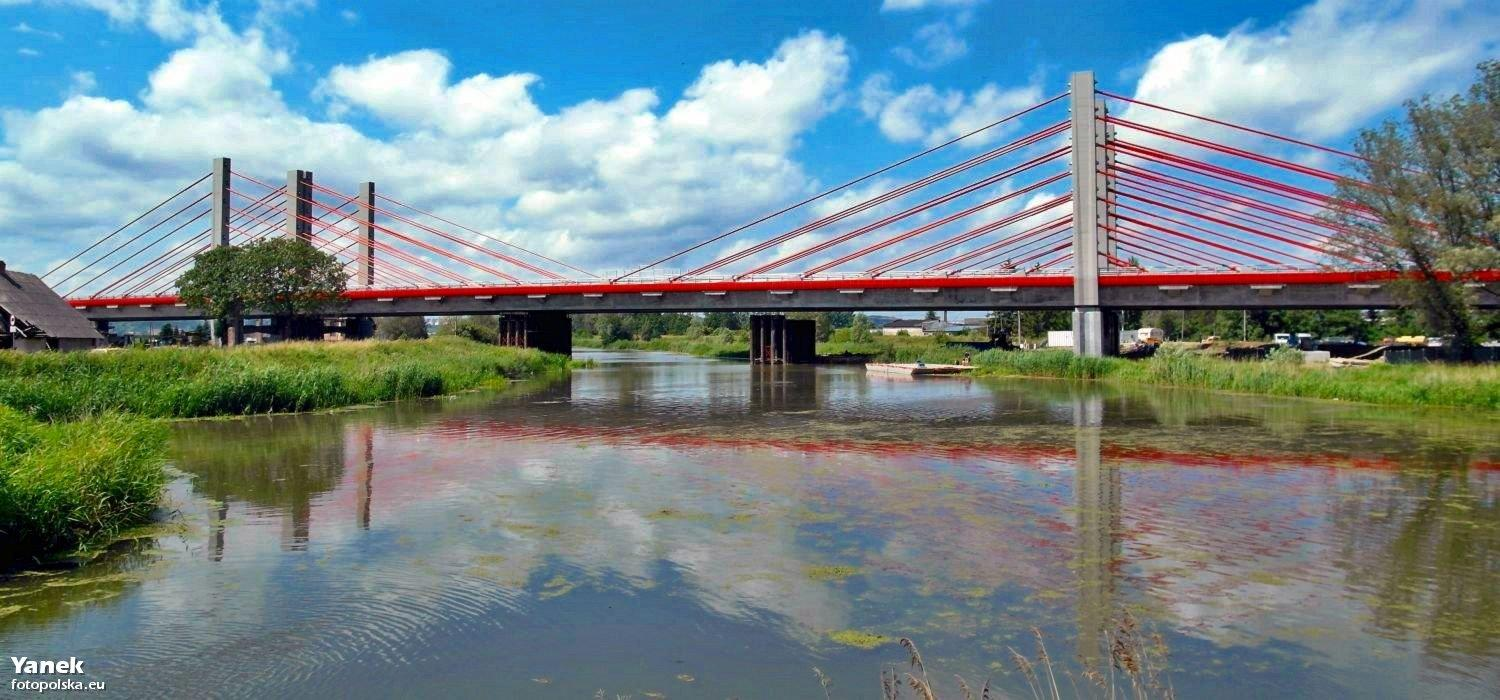
Most wantowy na Motławie.

Na trasie powstało 19 obiektów inżynieryjnych, w tym najdłuższa w Polsce estakada o długości 2780 m, wznosząca się w najwyższym punkcie około 25 m nad poziomem ziemi.
Obwodnica została zbudowana przez GDDKiA. Pod budowę zajęto około 900 działek geodezyjnych, za które zapłacono 300 mln zł. Inwestycja została sfinansowana głównie z Funduszu Spójności Unii Europejskiej. Jej koszt wyniósł 1 mld 126 mln 413 tys. zł. W czerwcu 2011 r. przy budowie pracowało około 950 osób. W związku z budową do wyburzenia przeznaczono 227 budynków, w tym szkołę i około 60 budynków mieszkalnych, zamieszkałych przez 150 rodzin. Prace budowlane rozpoczęły się w połowie października 2009 roku, zakończone miały być do maja 2012.
Obwodnicę otwarto 9 czerwca 2012 bez węzłów Gdańsk Port, Gdańsk Lipce oraz Koszwały. Szacuje się, że przejmie ona dziennie ruch 12-14 tysięcy pojazdów, które do tej pory musiały przejeżdżać przez centrum Gdańska.

## Odkrycia archeologiczne
Archeolodzy prowadzący badania na trasie obwodnicy, na terenie węzła Gdańsk Południe natrafili na pamiątki z czasu II wojny światowej oraz na pozostałości średniowiecznej osady z XI–XIII wieku. Na obszarze prawie 40 arów odnaleziono 58 pozostałości po paleniskach oraz 3,5 tys. drobnych przedmiotów, takich jak fragmenty naczyń, noże, ostrogę, kości dzikich zwierząt, ostrzałkę kamienną oraz kobiece ozdoby (tzw. kabłączki skroniowe). Wydobyte eksponaty trafiły do muzeum w Bytowie.